# Horicon (New York)
Horicon est une municipalité (town) américaine de l'État de New York, située dans le comté de Warren.

## Géographie
La municipalité s'étend sur 186,14 km2 au nord du comté de Warren et est limitrophe de celui d'Essex au nord,. Son territoire est bordé par le lac Schroon au nord-ouest et abrite également le lac Brant.
Elle comprend les localités d'Adirondack, sur la côte orientale du lac Schroon, Brant Lake, Pottersville, South Horicon et Starbuckville.
|             | Schroon |       |
| Chester     | Horicon | Hague |
| Warrensburg | Bolton  |       |

## Histoire
Les premiers habitants s'installent sur le site au début du XIXe siècle. La municipalité est créée en 1838 par détachement de parties de celles de Hague et Bolton.

## Politique et administration
La municipalité est administrée par un superviseur et un conseil de quatre membres élus pour deux ans.